# Amy Hunt
Amy Hunt (Nottingham, 15 maggio 2002) è una velocista britannica.

## Progressione

### 100 metri piani
| Stagione | Misura | Luogo        | Data      | Rank. Mond. |
| -------- | ------ | ------------ | --------- | ----------- |
| 2024     | 11"12  | Clermont     | 20-4-2024 |             |
| 2023     | 11"13  | Londra       | 13-8-2023 |             |
| 2020     | 11"39  | Göteborg     | 29-8-2020 |             |
| 2019     | 11"31  | Loughborough | 19-5-2019 |             |
| 2018     | 11"56  | Bedford      | 25-8-2018 |             |
| 2017     | 11"66  | Loughborough | 21-5-2017 |             |
| 2016     | 11"96  | Bedford      | 27-8-2016 |             |

## Palmarès
| Anno                                  | Manifestazione  | Sede      | Evento      | Risultato  | Prestazione | Note                  |
| ------------------------------------- | --------------- | --------- | ----------- | ---------- | ----------- | --------------------- |
| In rappresentanza della Gran Bretagna |                 |           |             |            |             |                       |
| 2018                                  | Europei U18     | Győr      | 200 m piani | Semifinale | 11"83       |                       |
| 2019                                  | Europei U20     | Borås     | 200 m piani | Oro        | 22"94       |                       |
| 2019                                  | Europei U20     | Borås     | 4x100 m     | Oro        | 44"11       |                       |
| 2023                                  | Europei U23     | Espoo     | 4x100 m     | Oro        | 43"04       | Record dei campionati |
| 2024                                  | Mondiali indoor | Glasgow   | 60 m piani  | Batteria   | 7"29        | [ 1 ]                 |
| 2024                                  | World Relays    | Nassau    | 4x100 m     | Bronzo     | 42"80       |                       |
| 2024                                  | Europei         | Roma      | 100 m piani | 7ª         | 11"15       | [ 2 ]                 |
| 2024                                  | Europei         | Roma      | 4x100 m     | Oro        | 41"91       |                       |
| 2024                                  | Giochi olimpici | Parigi    | 4x100 m     | Argento    | 41"85       |                       |
| 2025                                  | Europei indoor  | Apeldoorn | 60 m piani  | 6ª         | 7"10        |                       |
| 2025                                  | Mondiali indoor | Nanchino  | 60 m piani  | 5ª         | 7"11        |                       |
| 2025                                  | World Relays    | Guangzhou | 4x100 m     | Oro        | 42"21       |                       |

## Campionati nazionali
- 2 volte campionessa nazionale britannica indoor dei 60 metri piani (2020, 2024)

2020
- Oro ai campionati britannici indoor (Glasgow), 60 metri piani - 7"39
- Bronzo ai campionati britannici (Manchester), 100 metri piani - 11"35

2023
- 5ª ai campionati britannici (Manchester), 100 metri piani - 11"67

2024
- Oro ai campionati britannici indoor (Birmingham), 60 metri piani - 7"26
- Argento ai campionati britannici (Manchester), 100 metri piani - 11"41
- Bronzo ai campionati britannici (Manchester), 200 metri piani - 22"78

2025
- Oro ai campionati britannici, 100 m piani - 11"02